# Fjergræs (Celtica)
Fjergræs (Celtica) er en slægt med kun én art, den nedennævnte. Slægten blev udskilt af den gamle slægt, fjergræs, ved en beslutning i 2004. Dette blev bekræftet den 8. marts 2017.Arten er flerårig med tueformet vækst. De tuedannende blade er oftest indrullede, så de virker børsteagtige. Bladets overside er stærkt ribbet. Stænglerne er oprette, men ikke forgrenede. Blomsterne er reducerede og mangler bæger- og kronblade. Avnerne er 3-5-ribbede og trukket ud i lange spidser. Blomsterstanden er et endestillet, mere eller mindre tæt aks
| Beskrevne arter |

- Kæmpefjergræs (Celta gigantea)